# ゲッツェンディーナー
『ゲッツェンディーナー』 (GÖTZENDIENER) は、1994年11月25日にNECホームエレクトロニクスがPCエンジンSUPER CD-ROM²用ソフトとして発売したアクションロールプレイングゲーム。制作はガイナックス、開発はスタジオアレックス。
キャラクターデザインを『プリンセスメーカー』（1991年）などを手がけた赤井孝美、シナリオを『夢幻の心臓』（1984年）や『ソーサリアン』（1987年）、『ダイナソア』（1990年）などを手がけた富一成が担当している。
題名の「ゲッツェンディーナー」とは、ドイツ語で“偶像崇拝者”のことを示す。

## 概要
本企画はゲーム誌『電撃PCエンジン』の連載小説として開始した。著者は菅浩江、連載期間は1994年2月号 - 7月号。その過程でゲーム化が発表され、小説の完結後にソフトが発売された。
ゲームは当時まだ珍しかった第三者視点による斜め見下ろし型（クォータービュー）のレイアウトを採用している。本編中では一切の文字情報が表示されず、キャラクターの台詞がボイスで表現されるわけでもない。プレイヤーは画面中のグラフィックの変化等を頼りにゲームを進行していく。

## ストーリー
主人公であるキシュ・リム・ミーサ姫は魔神復活の生贄として、絶海の孤島にそびえる魔王の城に拉致される。その救出のため、本来は王族のみが持てる貴宝珠（キシュ・テルマピクス）の剣を与えられた一人の「勇者」が多くの兵士たちとともに派遣されるが、戦いの末に兵士たちは全滅し、ただ一人生き残った勇者も魔王と相討ちとなり倒れた。意識を取り戻したミーサは魔王と勇者の死体を見て状況を知り、魔王の城からひとりで脱出することを決意する。

## スタッフ
- 監督・メインプログラム：富一成
- プロデューサー：沢村武伺、武田康広 ,松原文彦 (NECホームエレクトロニクス)
- エグゼクティブプロデューサー：安田清明(NECホームエレクトロニクス)
- スーパーバイザー：竹内政夫(NECホームエレクトロニクス)
- メインスタッフ：小林功一郎、佐藤善美、山根朝郎
- プログラム：武田信孝、本田宏治
- ビジュアルシーン演出・原画：鈴木俊二 [1]
- ビジュアルシーン原画・モンスターデザイン：吉成曜、福岡英典、守岡英行
- ビジュアルシーン動画：小野田孝広、篠倉誠一郎、安藤健
- ビジュアルシーンCG：菅真理子、木我浩一、星野宏典
- ビジュアル協力：大浦孝浩、近藤良二 
  - 株式会社エインシャント：有賀ヒトシ、古代彩乃
- 音楽・SE：有限会社ツーファイブ
  - 作曲：大熊謙一
  - SE：笠原咲奈恵
  - プロデュース：溝口功
- 制作進行：江本祐樹、藤本弘範、安藤健
- イラストレーション：赤井孝美
- スペシャルサンクス：高垣信宏、深川悟郎、橋本博忠、浅野尚子 (NECホームエレクトロニクス)
- 制作：GAINAX
- 販売：NECホームエレクトロニクス

## 評価
ゲーム誌「ファミコン通信」の「クロスレビュー」では7・4・6・5の合計22点（満40点）、「電撃PCエンジン」では50・50・60・55の平均53.75点（満100点）、「PC Engine FAN」の読者投票による「ゲーム通信簿」での評価は以下の通りとなっており、19.1点（満30点）となっている。1998年に刊行されたゲーム誌「超絶 大技林 '98年春版」（徳間書店）では、「パズル的要素の強いアクション。アクションといっても格闘タイプのものとは全く違う。〔後略〕」と紹介されている。 
| 項目 | キャラクタ | 音楽 | お買得度 | 操作性 | 熱中度 | オリジナリティ | 総合 |
| 得点 | 3.8        | 3.3  | 2.8      | 2.7    | 3.1    | 3.4            | 19.1 |

「電脳世界のひみつ基地」のライター・松田は本作のグラフィックについて肯定的に評価しており、説明を省略する手法については「〔前略〕説明不足といえば確かにそうなのですが、個人的には文章やセリフ以外で表現されている部分で十分なように感じました。〔中略〕意味深で説明不足なのはもうそういうのが「ガイナックス味」かなあと思って気にしなかった部分が大きいのかも。」と理解を示しつつも、仕掛けや鳥にのって移動する場面の説明が欲しかったと述べている。
また、松田はゲームとしての完成度が低いことを指摘しており、バランスの調整がうまくできていればより高い評価を得られただろうと述べている。

## 関連作品

### 書籍
- 菅浩江『不屈の女神 ゲッツェンディーナー』角川スニーカー文庫、1995年10月。ISBN 4-0441-2006-4